# Iwan (syryjsko-prawosławny patriarcha Antiochii)
Iwan I (ur. ?, zm. 754) – w latach 740-754 49. syryjsko-prawosławny Patriarcha Antiochii.